# Конкурс пианистов имени Клары Хаскил
Конкурс пианистов имени Клары Хаскил (фр. Concours Clara Haskil) — международный конкурс академических пианистов, проходящий каждые два года начиная с 1963 г. в швейцарском городе Веве. Носит имя пианистки Клары Хаскил, жившей в этом городе многие годы.
Жюри конкурса возглавляли композитор Вальтер Шультхесс (1963—1969), Роже Обер (1973—1975), пианист Никита Магалофф (1977—1989) и лауреат конкурса 1975 г. Мишель Дальберто (c 1991 г.). Состав первого конкурсного жюри 1963 г. был на редкость звёздным: Геза Анда, Пауль Баумгартнер, Артюр Грюмьо, Рафаэль Кубелик, Игорь Маркевич и Мечислав Хоршовский. Среди выдающихся музыкантов из разных стран, в другие годы входивших в состав жюри, — Владо Перлемутер, Белла Давидович, Альдо Чикколини, Данг Тхай Шон, Владимир Крайнев и др.

## Лауреаты конкурса
| 1963 | первая премия не присуждена    |
| 1965 | Кристоф Эшенбах (Германия)     |
| 1967 | Динора Варзи (Уругвай)         |
| 1969 | первая премия не присуждена    |
| 1971 | конкурс не проводился          |
| 1973 | Ричард Гуд (США)               |
| 1975 | Мишель Дальберто (Франция)     |
| 1977 | Евгений Королёв (СССР)         |
| 1979 | Синтия Рейм (США)              |
| 1981 | Констанца Айкхорст (ФРГ)       |
| 1983 | первая премия не присуждена    |
| 1985 | Наташа Велькович (Югославия)   |
| 1987 | Хироко Сакагами (Япония)       |
| 1989 | Густаво Ромеро (США)           |
| 1991 | Стивен Осборн (Великобритания) |
| 1993 | Тиль Фельнер (Австрия)         |
| 1995 | Михаэла Урсулеаса (Румыния)    |
| 1997 | Дельфина Бардин (Франция)      |
| 1999 | Фингин Коллинз (Ирландия)      |
| 2001 | Мартин Хельмхен (Германия)     |
| 2003 | первая премия не присуждена    |
| 2005 | Ким Сон Ук (Корея)             |
| 2007 | Хисако Кавамура (Япония)       |
| 2009 | Адам Лалум (Франция)           |
| 2011 | Чен Жанг (Китай)               |
| 2013 | Кристиан Буду (Бразилия)       |